# Cedar Grove (Florida)
Cedar Grove es un lugar designado por el censo ubicado en el condado de Bay en el estado estadounidense de Florida. En el Censo de 2010 tenía una población de 3397 habitantes y una densidad poblacional de 485,95 personas por km².

## Geografía
Cedar Grove se encuentra ubicado en las coordenadas 30°10′52″N 85°37′36″O / 30.18111, -85.62667, en la región conocida como mango de Florida, a la orilla del golfo de México. Según la Oficina del Censo de los Estados Unidos, Cedar Grove tiene una superficie total de 6.99 km², de la cual 6.98 km² corresponden a tierra firme y (0.15%) 0.01 km² es agua.

## Demografía
Según el censo de 2010, había 3397 personas residiendo en Cedar Grove. La densidad de población era de 485,95 hab./km². De los 3397 habitantes, Cedar Grove estaba compuesto por el 69.3% blancos, el 21.81% eran afroamericanos, el 0.77% eran amerindios, el 1.77% eran asiáticos, el 0.06% eran isleños del Pacífico, el 2.38% eran de otras razas y el 3.92% pertenecían a dos o más razas. Del total de la población el 6.03% eran hispanos o latinos de cualquier raza.